# Pristimantis culatensis
Pristimantis culatensis es una especie de anfibio anuro de la familia Craugastoridae.

## Distribución geográfica
Esta especie es endémica del municipio de Libertador en el estado de Mérida en Venezuela. Se encuentra en la cordillera de Mérida, entre los 2870 y 2900 m sobre el nivel del mar.

## Etimología
El nombre de la especie está compuesto de culat[a] y del sufijo latino -ensis que significa "que vive, que habita", y se le dio en referencia al lugar de su descubrimiento, el páramo La Culata en el municipio de Libertador.

## Publicación original
- La Marca, 2007 "2006": Sinopsis taxonomica de dos generos nuevos de anfibios (Anura: Leptodactylidae) de los Andes de Venezuela. Herpetotropicos, vol. 3, n.º 2, p. 67-87[4]